# Бутан на летних Олимпийских играх 2020
Бутан на летних Олимпийских играх 2020 года был представлен 4 спортсменами в 4 видах спорта. Впервые в истории в составе бутанской делегации были не столько стрелки и стрелки из лука, а также пловец и дзюдоист. В связи с пандемией COVID-19 Международный олимпийский комитет принял решение перенести Игры на 2021 год.
Токийская Олимпиада стала десятой в истории Бутана.

## Результаты

### Дзюдо
Мужчины
| Спортсмен       | Весовая категория | 1/16 финала            | 1/8 финала           | Четвертьфинал        | Полуфинал            | Утешительный раунд   | Финал                | Финал                |                      |
| Спортсмен       | Весовая категория | Соперник Счёт          | Соперник Счёт        | Соперник Счёт        | Соперник Счёт        | Соперник Счёт        | Соперник Счёт        | Место                |                      |
| --------------- | ----------------- | ---------------------- | -------------------- | -------------------- | -------------------- | -------------------- | -------------------- | -------------------- | -------------------- |
| Нгаванг Намгьял | до 60 кг          | Аккуш Турция П 001–100 | Завершил выступления | Завершил выступления | Завершил выступления | Завершил выступления | Завершил выступления | Завершил выступления | Завершил выступления |

### Плавание
Мужчины
| Спортсмен     | Дистанция | Первый раунд | Первый раунд | Полуфинал            | Полуфинал            | Финал                | Финал                |
| Спортсмен     | Дистанция | Время        | Место        | Время                | Место                | Время                | Место                |
| ------------- | --------- | ------------ | ------------ | -------------------- | -------------------- | -------------------- | -------------------- |
| Сангай Тензин | 100 м в/с | 57.57        | 68           | Завершил выступления | Завершил выступления | Завершил выступления | Завершил выступления |

### Стрельба
Женщины
| Спортсменка   | Дисциплина                    | Квалификация | Квалификация | Финал                 | Финал                 |
| Спортсменка   | Дисциплина                    | Очки         | Место        | Очки                  | Место                 |
| ------------- | ----------------------------- | ------------ | ------------ | --------------------- | --------------------- |
| Кунзанг Ленчу | Пневматическая винтовка, 10 м | 618.1        | 43           | Завершила выступления | Завершила выступления |

### Стрельба из лука
Женщины
| Спортсменка | Дисциплина        | Квалификационный раунд | Квалификационный раунд | 1/32 финала        | 1/16 финала           | 1/8 финала            | Четвертьфинал         | Полуфинал             | Финал                 | Финал                 |
| Спортсменка | Дисциплина        | Результат              | Место                  | Соперник Счёт      | Соперник Счёт         | Соперник Счёт         | Соперник Счёт         | Соперник Счёт         | Соперник Счёт         | Место                 |
| ----------- | ----------------- | ---------------------- | ---------------------- | ------------------ | --------------------- | --------------------- | --------------------- | --------------------- | --------------------- | --------------------- |
| Карма       | Личное первенство | 616                    | 56                     | Кумари Индия П 0–6 | Завершила выступления | Завершила выступления | Завершила выступления | Завершила выступления | Завершила выступления | Завершила выступления |